# Maculinea xerophila
Maculinea xerophila är en fjärilsart som beskrevs av Berger 1946. Maculinea xerophila ingår i släktet Maculinea och familjen juvelvingar. Inga underarter finns listade i Catalogue of Life.